# Cantón Putumayo
El Cantón Putumayo es una municipalidad de la provincia de Sucumbíos. Su cabecera cantonal es la ciudad de Puerto El Carmen de Putumayo.  Su población es de 10.174 habitantes, tiene una superficie de 3.559 km².  Su alcalde para el período 2023 - 2027 es Armando Rea Gualoto.  La fecha de cantonización fue el 30 de abril de 1969, de la provincia de Napo y desde 1989 de la provincia recién creada de Sucumbíos.

## Límites
- Al norte y este con Colombia.
- Al sur con el cantón Cuyabeno y el Perú.
- Al oeste con el cantón Lago Agrio y Colombia.

## División política
Putumayo tiene cinco parroquias:

### Parroquias urbanas
- Puerto El Carmen del Putumayo (cabecera cantonal)

### Parroquias rurales
- Palma Roja
- Puerto Rodríguez
- Santa Elena
- Puerto Bolívar (Puerto Montúfar)
- Parroquia Sansahuari